# بادینگا
بادینگا شهری در شهرستان بالاوه در استان بانوا در بورکینافاسوی غربی است و جمعیت آن ۱۹۴۸ نفر است.